# Erythrococca subspicata
Erythrococca subspicata är en törelväxtart som beskrevs av David Prain. Erythrococca subspicata ingår i släktet Erythrococca och familjen törelväxter. Inga underarter finns listade i Catalogue of Life.